# Neohipparion
Neohipparion (лат.) — род древних вымерших непарнокопытных млекопитающих из трибы Hipparionini семейства лошадиных. Представители рода существовали с миоцена до плиоцена, были распространены в редколесьях, лесостепях и степях Северной и Центральной Америки, где входили в состав так называемой гиппарионовой фауны.

## Классификация
Род включает 7 видов:
- Neohipparion affine
- Neohipparion eurystyle
- Neohipparion gidleyi
- Neohipparion leptode
- Neohipparion princeps
- Neohipparion sinclairi
- Neohipparion trampasense